# Râul Bran
Râul Bran este un curs de apă, afluent al râului Neamț (Ozana). 

## Hărți
- Parcul Vânători-Neamț